# Escribir en el aire (película)
Escribir en el aire es una película documental de Argentina filmada en colores dirigida por Paula de Luque sobre su propio guion  que se estrenó el 5 de noviembre de 2020 y que tuvo como figura central al afamado coreógrafo Oscar Araiz.

## Sinopsis
La directora Paula de Luque, que fue bailarina en el Ballet Contemporáneo que años antes había fundado Oscar Araiz en el Teatro General San Martín, dirige este filme sobre la obra de Araiz articulando testimonios, danza y poesía.

## Participantes
Participaron en el filme:
- Oscar Araiz
- María Julia Bertotto
- Renata Schussheim
- Ana María Stekelman
- Miguel Ángel Elías
- Antonella Zanutto
- Magalí Brey

## Comentarios
Diego Batlle en La Nación escribió:

”… documental que se interesa más en lo sensorial y en el proceso creativo (se muestra a su compañía bailando las coreografías por él concebidas) que en el documental estrictamente biográfico, por lo que el público potencial podría limitarse a aquellos iniciados en la disciplina. De todas formas, la lírica voz en off a cargo del propio protagonista y algunos elementos dramáticos (como una suerte de conversación a distancia entre el hombre consagrado de la actualidad y el Araiz niño que soñaba con incursionar en el arte) le otorgan a Escribir en el aire (impecable en todos los rubros técnicos) una dimensión más emotiva que en otros pasajes se extraña un poco.”

Paraná Sendrós dijo en Ámbito Financiero:

”Su trayectoria es enorme, y sigue en actividad. En sobremesa, sus amigas desde tiempos juveniles hablan de él, pero escuchamos apenas lo justo. La danza no se explica. O acaso haya una explicación en lo poco que él dice, calmo y suave: “El juego solo se produce en el caos, un cuerpo frágil y un pensamiento feroz en estado de ebriedad”, “Salir de un sueño para continuar soñando”, “Yo veo a ese niño como alguien que hizo todo lo que pudo”.